# Episodi di Graceland (seconda stagione)
La seconda stagione della serie televisiva Graceland, composta da 13 episodi, è stata trasmessa in prima visione assoluta negli Stati Uniti d'America dal canale via cavo USA Network dall'11 giugno al 10 settembre 2014.
In Italia la stagione è andata in onda in prima visione satellitare su Fox, canale a pagamento della piattaforma Sky, dall'8 gennaio al 19 febbraio 2015.
| nº | Titolo originale    | Titolo italiano          | Prima TV USA      | Prima TV Italia  |
| -- | ------------------- | ------------------------ | ----------------- | ---------------- |
| 1  | The Line            | La linea                 | 11 giugno 2014    | 8 gennaio 2015   |
| 2  | Connects            | Collegamenti             | 18 giugno 2014    | 8 gennaio 2015   |
| 3  | Tinker Bell         | Sotto pressione          | 25 giugno 2014    | 15 gennaio 2015  |
| 4  | Magic Numbers       | Numero magico            | 9 luglio 2014     | 15 gennaio 2015  |
| 5  | H-A-Double-P-Y      | Caso chiuso              | 16 luglio 2014    | 22 gennaio 2015  |
| 6  | The Unlucky One     | La talpa                 | 23 luglio 2014    | 22 gennaio 2015  |
| 7  | Los Malos           | I cattivi                | 30 luglio 2014    | 29 gennaio 2015  |
| 8  | The Ends            | Le estremità             | 6 agosto 2014     | 29 gennaio 2015  |
| 9  | Gratis              | Gratis                   | 13 agosto 2014    | 5 febbraio 2015  |
| 10 | The Head of the Pig | La testa del maiale      | 20 agosto 2014    | 5 febbraio 2015  |
| 11 | Home                | Casa                     | 27 agosto 2014    | 12 febbraio 2015 |
| 12 | Echoes              | Echi                     | 3 settembre 2014  | 12 febbraio 2015 |
| 13 | Faith 7             | Gli occhi del camaleonte | 10 settembre 2014 | 19 febbraio 2015 |